# Gulf Railway
Gulf Railway je navrhovaný projekt, jehož účelem má být železniční propojení všech šesti členských států Rady pro spolupráci arabských států v Zálivu (GCC). Celková délka tratí má údajně dosahovat 1 940 km. Členské státy GCC usilují o zahájení provozu v roce 2023 (původně 2017). Plánuje se využití vlaků o rychlosti 200 km/h, které mají cestovat přes hranice a podpořit tak zahraniční obchod. Předpokládané náklady, 25 miliard USD, budou rozděleny mezi zmíněnou šestici států, jejichž výši určí délka tratí v každé ze zemí.
Státy, účastnící se projektu Gulf Railway:
- Bahrajn
- Katar
- Kuvajt
- Omán
- Saúdská Arábie
- Spojené arabské emiráty

Železnice mají být prodlouženy z Ománu až do Jemenu.